# ليبوهانغ موكوينا
ليبوهانغ موكوينا (بالإنجليزية: Lebohang Mokoena)‏ (29 سبتمبر 1986 سويتو جنوب أفريقيا - ) هو لاعب كرة قدم جنوب أفريقي، يلعب كلاعب وسط، شارك في كأس الأمم الأفريقية 2006.

## روابط خارجية
- ليبوهانغ موكوينا على موقع قاعدة بيانات كرة القدم.إي يو (الإنجليزية)
- ليبوهانغ موكوينا على موقع ناشيونال فوتبول تيمز (الإنجليزية)
- ليبوهانغ موكوينا على موقع Soccerway.com (الإنجليزية)